# ملاقات ابوت و کاستلو با کاپیتان کید
ملاقات ابوت و کاستلو با کاپیتان کید (انگلیسی: Abbott and Costello Meet Captain Kidd) فیلمی به کارگردانی چارلز لمانت محصول سال ۱۹۵۲ کشور ایالات متحده آمریکا است.